# キリバスの交通

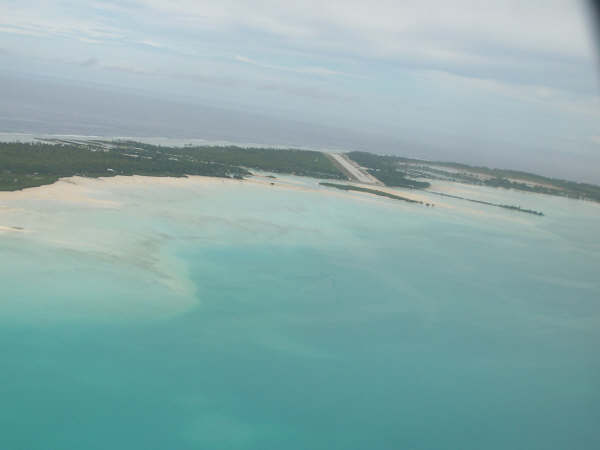
ボンリキ国際空港

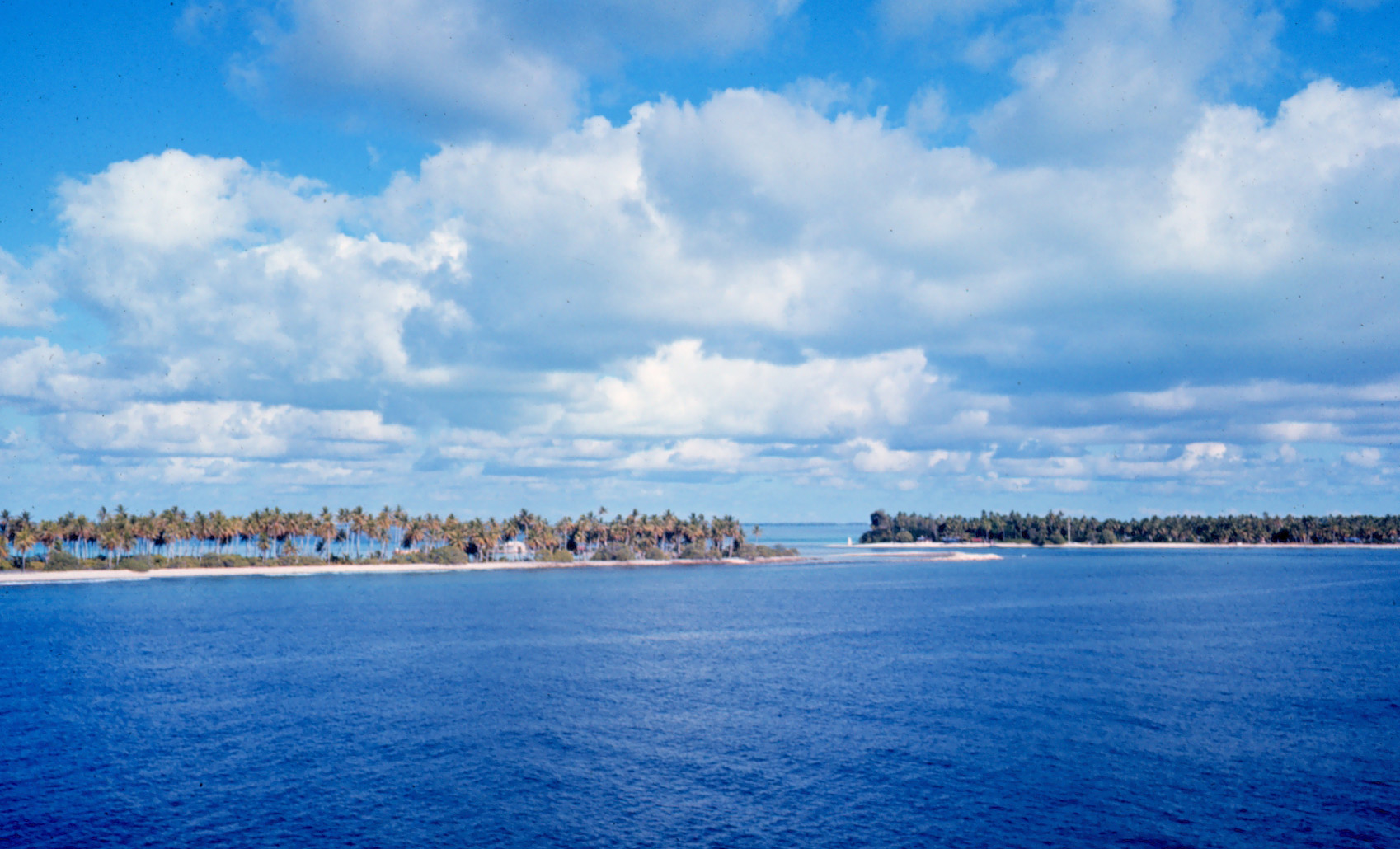
イングリッシュ・ハーバー

キリバスの交通（キリバスのこうつう）では、キリバスの交通について解説する。ギルバート諸島からは、バナバ島を除き小型機が2社就航する。商船は不定期にライン諸島〔キリスィマスィ島、タブアエラン島、テライナ島（Teraina）〕を結び、途中でフェニックス諸島に立ち寄る。
鉄道はなく、幹線道路の総延長は1996年推計で670kmである。舗装率は不明であるが、2001年時点で首都・南タラワは、27kmの舗装路が整備されている。
水上交通については、ライン諸島に小さな運河が5kmある。主要港湾はバナバ、ベティオ（Betio）、イングリッシュ・ハーバー（タブアエラン島）、カントンの4つで、キリバス船籍の大型商船は1隻在籍する（2002年現在）。この商船は客船兼貨物船で、無積載で1,295tある。
空港は2001年現在21港ある。（List of airports in Kiribatiを参照。）滑走路が舗装されているものは4港で、いずれも1,524～2,437m級である。主要港はボンリキ国際空港である。未舗装滑走路を持つのは17港で914～1,523m級が12港、914m未満が4港となる。